# Pere Balagué Martorell
Pere Balagué Martorell va ser un empresari i polític català nascut a Reus el 24 de novembre de  1895. Era fill de Pere Balagué Sugranyes, pintor, i de Maria Estrella Martorell Bofarull.
Gerent de l'empresa d'exportació de fruita seca Fills de J. Sabater, de Reus, un càrrec que va mantenir fins. la seva mort. Segons Josep Olesti se'l coneixia com «el senyor Pere de la gorreta», perquè portava una gorra de dimensions reduïdes. La seva ideologia era nacionalista. El 1910 col·laborà a la revista del Grup modernista de Reus Foc Nou. Va ser regidor el 1913 pel Foment Nacionalista Republicà (FNR) i editorialista de Foment des del seu inici, periòdic portaveu del partit. Va publicar també a Catalunya Nació, portaveu de la Joventut Nacionalista Republicana, la branca juvenil del Foment, el 1917. Col·laborà amb destacada activitat a la tercera època de la Revista del Centre de Lectura. El 1922 va ser un dels fundadors de l'Associació de la Premsa de Reus.
Va escriure també algunes obres de teatre («Un interventor: monòleg», el 1914 i «Al col·legi o unes eleccions mogudes» (1921) sobre el vot femení i en col·laboració amb Pere Cavallé) que es van representar al Teatre Bartrina de Reus, però no es van imprimir.
President del Centre de Lectura de Reus des del 1936 fins al final de la guerra civil, donà a aquesta entitat la seva quantiosa biblioteca, ja que era vidu i no havia tingut fills. L'any 1951, va ser un dels impulsors de l'associació 'confraria' dels Guardadors de la Tronada, de Reus, per tal de preservar-ne l'ancestral tradició reusenca de la Tronada.Va morir el 12 d'octubre de  l'any 1957.